# 凯尔瓦拉恰奥尼
凯尔瓦拉恰奥尼（Kherwara Chhaoni），是印度拉贾斯坦邦Udaipur县的一个城镇。总人口6642（2001年）。

## 人口
该地2001年总人口6642人，其中男性3442人，女性3200人；0—6岁人口956人，其中男517人，女439人；识字率71.59%，其中男性为79.02%，女性为63.59%。